# Slag bij Princeton

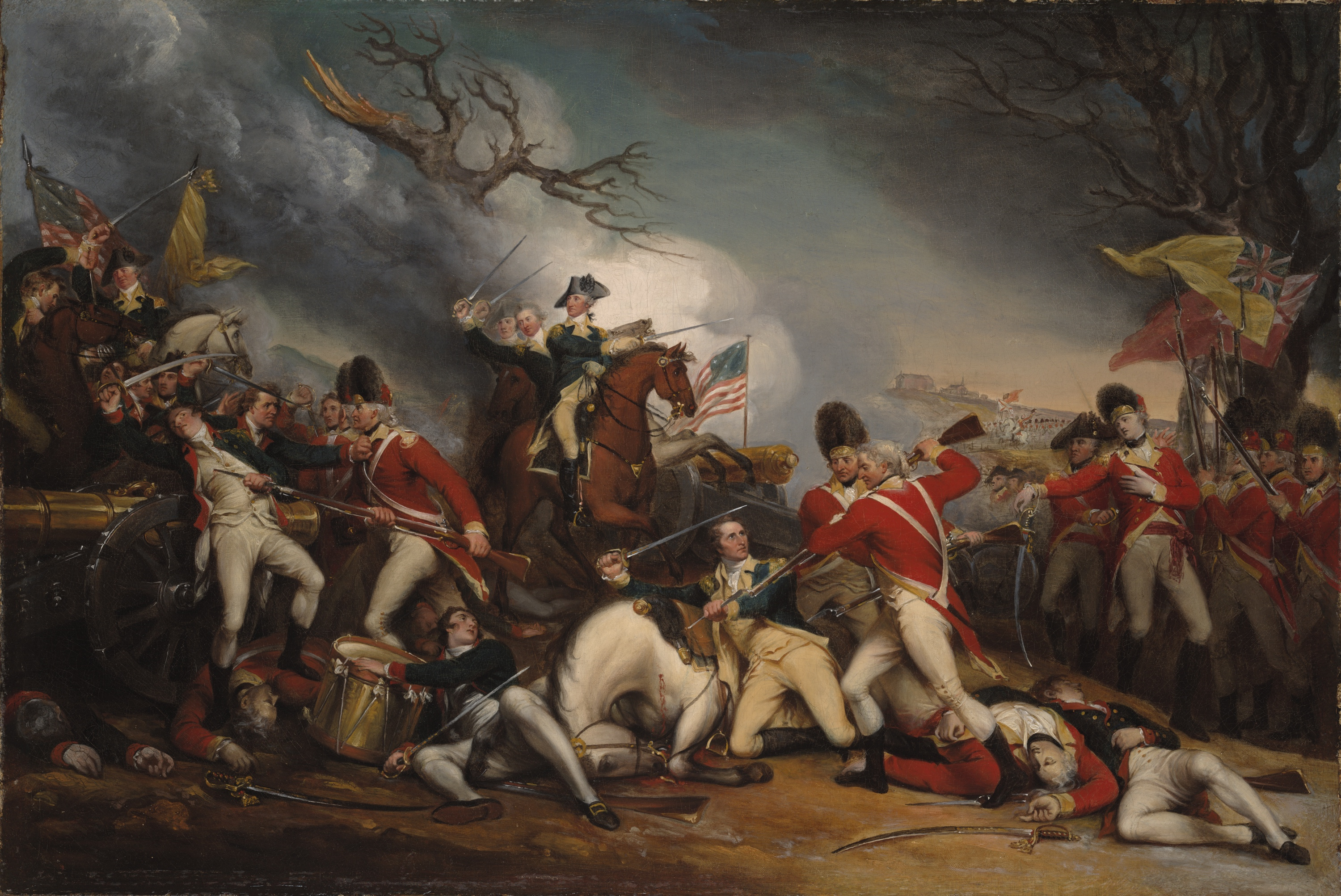
De Slag bij Princeton geschilderd door John Trumbull.

De Slag bij Princeton was een veldslag tussen troepen van de Amerikaanse koloniën en de Britse regering, die in januari 1777 plaatsvond in Princeton in New Jersey. De veldslag werd gewonnen door de Amerikanen.
In de Amerikaanse Onafhankelijkheidsoorlog stonden de opstandelingen, die bestonden uit milities en uit een continentaal leger onder leiding van George Washington, tegen de Britten, geholpen door Hessische huurlingen. Vanaf 1775 wonnen de Amerikanen een aantal veldslagen (Lexington en Concord, beleg van Boston, slag bij Trenton), maar ook een aantal nederlagen (invasie van Canada, slag bij Long Island).
Op 26 december 1776 behaalden de Amerikanen een overwinning in de slag bij Trenton tegen de Hessen. Washington besluit daarop luitenant-generaal Charles Cornwallis te Princeton in New Jersey te bekampen.
Vooraleer Princeton te kunnen bereiken, dienden de Amerikanen een voldoende stevige brug te bouwen om de kanonnen te laten oversteken. Vervolgens splitste Washington zijn leger in tweeën. De linkervleugel vertrouwde hij toe aan generaal Nathaniel Green (3400 man) en de rechtervleugel aan generaal John Sullivan. Green had tot opdracht een brug te vernietigen om zo de komst van versterkingstroepen te verhinderen. Sullivan richtte zich tegen het college van New Jersey (thans de Universiteit van Princeton).
Na de slag diende Cornwallis zijn posities in New Jersey te verlaten en gaf hij zijn troepen het bevel op terugtocht in New Brunswick, in Canada te vechten. De slag bij Princeton kostte het leven aan 276 soldaten aan Britse zijde. De Amerikanen maakten veel gevangenen. De overwinning was een opsteker voor de opstandelingen die vele nieuwe soldaten rekruteerden.
De slag bij Princeton wordt door de Amerikaanse historici beschouwd als een belangrijke overwinning, omdat de Amerikanen de controle over New Jersey verwierven en Frankrijk en Spanje werden aangemoedigd om de opstandelingen te steunen.
De locatie van de veldslag, ten zuiden van Princeton is thans een staatspark ("Princeton Battlefield State Park").